# الفتاة ذات القرط اللؤلؤي (لوحة)
الفَتَاةُ ذَاتُ القِرْطِ اللُّؤْلُؤْي (بالهولندية: Het Meisje met de Parel) هي لوحة زيتية رُسِمَتْ في القرن السابع عشر على يد الرَّسَّامِ الهولندي يوهانس فيرمير. يظهر في هذه اللوحة وجه لفتاة ترتدي وشاحًا وقرطًا لؤلؤيًا. كانت اللوحة في مجموعة لوحات متحف ماورتشوس في لاهاي منذ عام 1902.

## وصف
تندرج هذه اللوحة تحت فئة تدعى بـ "Tronie"، وهو وصف هولندي في القرن السابع عشر للوحات تحتوي على وجوه ويظهر على هذه الوجوه بعض الانفعالات والمشاعر. تصف اللوحة فتاة أوروبية ترتدي لباساً غير تقليدي، وعمامة شرقية، وبشكل غير مؤكد، فهي ترتدي قرطاً لؤلؤياً. في عام 2014، قام عالم الفيزياء الفضائية فينسنت إك (بالهولندية: Vincent Icke) بطرح شكوكٍ حول ماهية المادة المكونة للقرط، ويدعي بأنه يبدو على الأغلب قصديراً مصقولاً بدلاً من لؤلؤ تبعاً للحجم الكبير للقرط وشكله ولانعكاسه البراق.
اللوحة عبارة عن رسم زيتي ارتفاعه 44.5 سم وعرضه 39 سم. اللوحة موقعة بـ "IVMeer" ولكنها ليست مؤرخة. تقدر اللوحة بأنها رسمت حوالي عام 1665.
بعد عمليات ترميم اللوحة الأخيرة، تحسن اللون الرقيق وحميمية نظرة الفتاة في اللوحة تجاه الناظر بشكل كبير. أثناء عملية الترميم، اكتشف بأن الرسام كان في البداية ينوي أن يجعل الخلفية مطلية بلون أخضر غامق بدلاً من الخلفية السوداء المنقطة في الوقت الحالي. هذا المؤثر انتج بوضع طبقة رقيقة من الطلاء الشفاف، يدعى بالرنق. على أي حال فإن هذا الرنق أخضر اللون المكون من مكونين عضويين هما صبغة النيلة والبليحاء المصفرة قد اختفى.

## الملكية والعرض

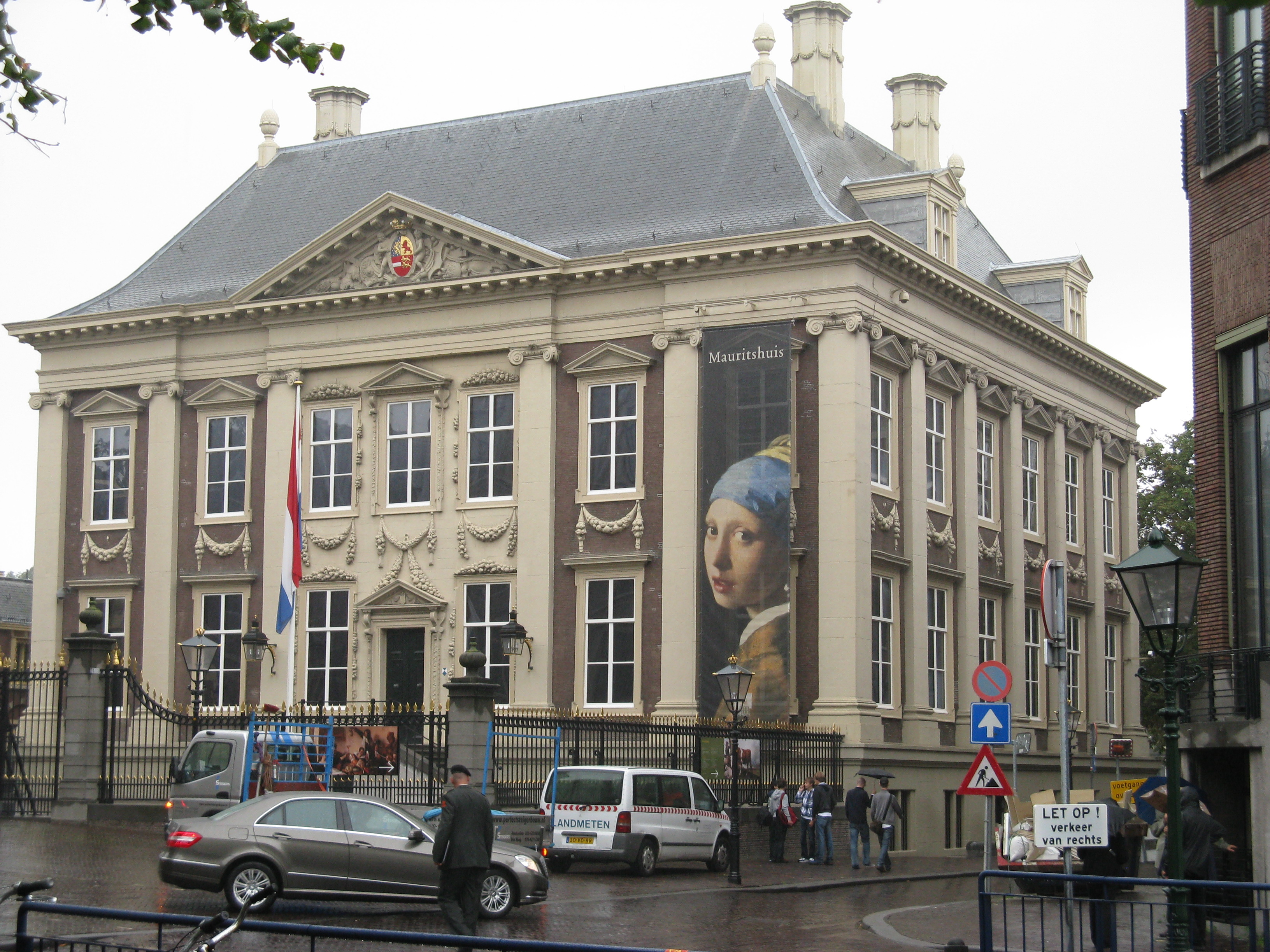
متحف ماورتشهاوس في لاهاي عام 2011

عملاً بنصيحة فيكتور دي ستورس [الإنجليزية]، الذي حاول على مدار أعوام منع أعمال فيرمير من أن تباع إلى خارج البلاد، قام مقتني الآثار آرنولدوس أندرياس دي تومي بشراء اللوحة من مزاد علني في لاهاي عام 1881 مقابل 2 خولده هولندي بالإضافة إلى 30 سنتاً عمولة للمزاد (تعادل 24 يورو في القدر الشرائية الحالية))، كانت اللوحة في حال سيئة في ذلك الوقت. لم يكن لدى دي تومي أية ورثة فقام بالتبرع باللوحة وبضعة لوحات أخرى لمتحف ماورتشوس عام 1902.
في عام 2012، بينما كان متحف ماورتشوس يخضع لعملية توسعة وتجديد، عرضت اللوحة في اليابان، في المتحف الوطني للفن الغربي في طوكيو، وفي عامي 2013-2014 عرضت في الولايات المتحدة في متحف الفن العالي [الإنجليزية] في أطلانطا، وفي متحف الشباب [الإنجليزية] في سان فرانسيسكو وفي نيويورك في مقتنيات فريك. وفي أواخر عام 2014 عرضت اللوحة في بولونيا، إيطاليا، وفي حزيران 2014 أعيدت اللوحة إلى هولندا إلى متحف ماورتشوس وقرر بأن اللوحة لن تغادر المتحف في المستقبل.

## التأثير الثقافي

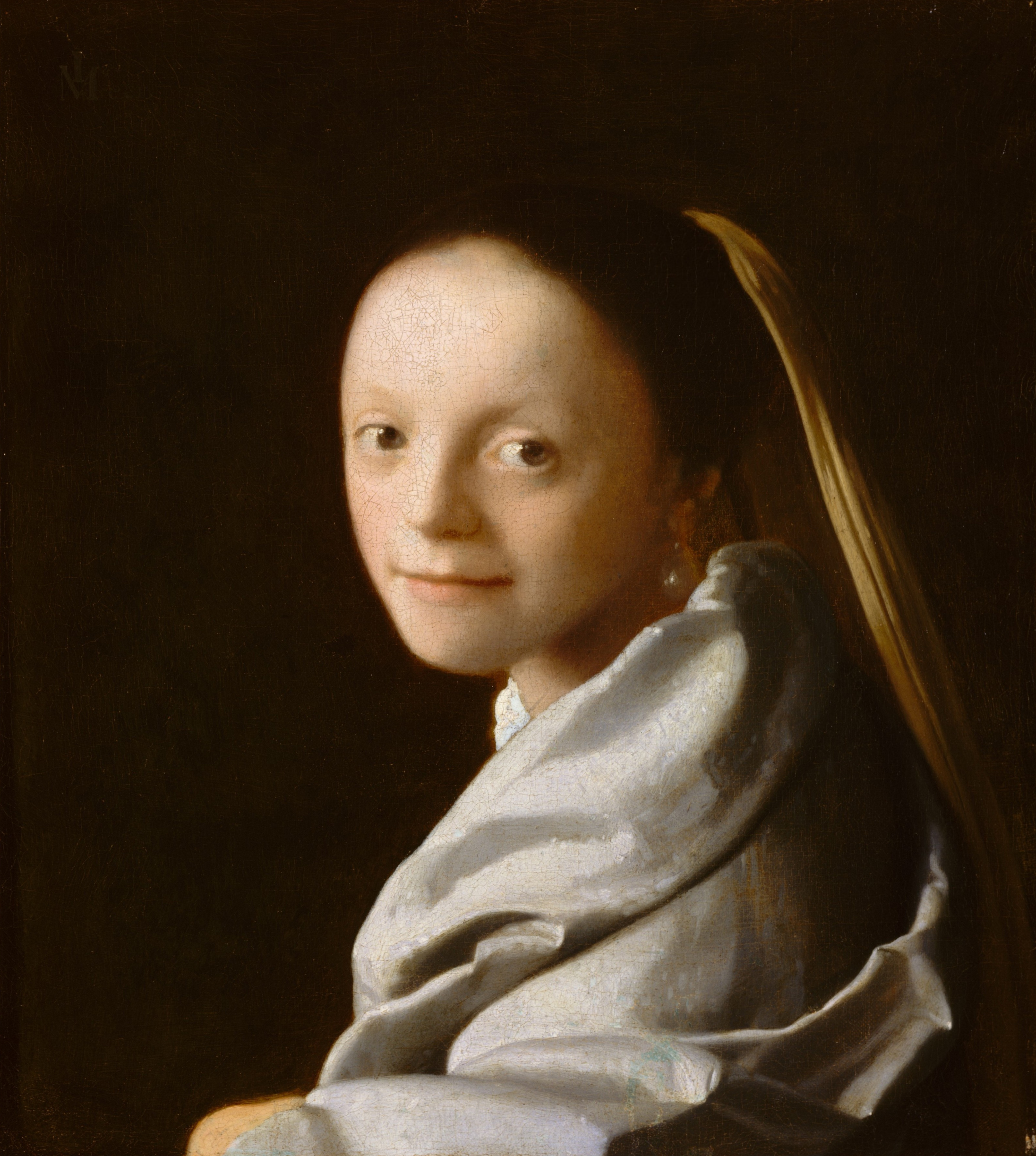
الفَتاة ذات الحِجَابُ بريشة يوهانس فيرمير، اكتملت بين عامي 1665 و1667، رُسمت اللوحة في نفس الوقت الذي رسمت فيه لوحة «الفتاة ذات القرط اللؤلؤي»، ولها حجم متطابق تقريبًا. وبسبب هذا، وقربها من النغمة والتكوين، فإنها تعتبر أحيانًا (نظيرة) للفتاة ذات القرط اللؤلؤي. متحف متروبوليتان الفن، نيويورك

قامت الكاتبة ترايسي شيفالير بكتابة رواية تاريخية عنونتها باسم «الفتاة ذات القرط اللؤلؤي (1999)» تتحدث عن الملابسات حول رسم اللوحة. في الرواية، يصبح يوهانس فيرمير صديقاً مقربًا لخادمة تدعى غريت (مبني على اسم صديقة الكاتبة المقربة جورجيا كيندال) والتي يوظفها لديه كمساعدة تقوم بالجلوس له ليرسم استناداً إليها بينما ترتدي غريت أقراط زوجة فيرمير. ألهمت الرواية إنتاج فيلم عام 2003 ومسرحية عام 2008 يحملان الاسم نفسه. وقد قامت الممثلة سكارليت جوهانسون بدور غريت، الفتاة ذات القرط اللؤلؤي. ترشحت سكارلت جوهانسون للعديد من الجوائز على هذا الدور ومن بينها جائزة الغولدن غلوب وجائزة البافتا لأفضل ممثلة في دور رئيسي.
تظهر اللوحة كذلك في فيلم "St Trinian's"، عندما تسرق مجموعة من الفتيات اللوحة للحصول على المال الكافي للحفاظ على مدرستهن.
أعاد رسم اللوحة فنان الشوارع الإنجليزي المجهول بانسكي كصورة جدارية في بريستول، مستبدلًا صندوقًا منبهًا بالقرطِ اللؤلؤي، وأطلق على هذه اللوحة اسم «الفتاة ذات طبلة الأذن المثقوبة».